# Nou 24
Canal Nou 24 (Canal Nou Vint-i-quatre, valenciano para "Canal Nove Vinte e quatro") foi o terceiro canal de televisão da entidade pública espanhola Ràdio Televisió Valenciana (RTVV), depois do Canal Nou e do canal Punt 2, agora Canal Nou Dos. Inicialmente transmitia exclusivamente pela TDT, no multiplex da RTVV, que cobre 96% da Comunidade Valenciana, mas desde o dia 30 de Março de 2009 passou a substituir o canal Punt 2 no analógico  , dias depois do trespasso dos informativos do canal Punt 2 ao Canal Nou 24. A sua emissão em provas iniciou-se no dia 3 de Fevereiro de 2009.

## Programação
O canal é de carácter informativo e emite boletins de noticias de 30 minutos de duração a cada meia hora e à hora certa. Em algumas ocasiões, estes boletins redifundem-se ou alternam-se com reportagens de investigação, mini-entrevistas com personagens da actualidade, debates, etc. Também se reemitem por este canal os informativos de Canal Nou, Notícies 9 (NT9) e os programas culturais do canal Punt 2. Desde o dia 20 de Março de 2009, o canal absorve os dois espaços informativos do canal Punt 2, NT9 Sords e 24.2 Notícies, passando a emiti-los em exclusivo e com outro nome, Nou 24 Sords e Nou 24 Nit

## Programas
Para além dos boletins informativos, estes são alguns dos espaços que fazem parte da grelha do canal:
- Reportagens (Dossiers, Nou 24 En el Record, Nou 24 El Reportatge): São noticias com uma larga duração ou mini-reportagens de temas actuais com uma duração de entre 5 e 10 minutos. Elaboram-se principalmente com o material que, sobre um tema determinado, se trabalha durante vários dias seguidos nas diferentes secções da redacção. É uma forma de aprofundar alguns temas da actualidade. Geralmente são emitidas no período de uma semana.
- Entrevista (L'Entrevista Nou 24 Nit)
- Meteorologia (L'Oratge): de 3 a 5 minutos de duração. Espaço no qual se emite, sem apresentador ou narrador, a previsão do tempo mostrando os mapas de símbolos, temperaturas registadas e fotografias dos telespectadores.
- Ajustes (Nou 24 L'Apunt, Nou 24 Cultura e Nou 24 No Comment): Micro-espaços de conteúdo atemporal, o que permite a sua emissão em qualquer momento e servem de ajuste da programação.
- Debates (Fútbol Express, Nou 24 A Dos Societat/Tendències/Esports/Internacional/Economia): Debates que giram em torno a um tema, sendo uma tertúlia futebolística no caso de Fútbol Express e um debate cara a cara no caso de Nou 24 A Dos..., onde cada dia da semana se trata de um assunto diferente.